# Kenta Nishizawa
Kenta Nishizawa (西澤 健太 Nishizawa Kenta?, Shizuoka, 6 de septiembre de 1996) es un futbolista japonés que juega como centrocampista en el Sagan Tosu.

## Trayectoria
En 2019 se unió al Shimizu S-Pulse.

## Clubes
| Club            | País  | Año       |
| --------------- | ----- | --------- |
| Shimizu S-Pulse | Japón | 2019-2024 |
| Sagan Tosu      | Japón | 2025-     |